# Констал 116Н
Констал 116Н је тип зглобног делимично нископодног трамваја којега је од 1998. до 2000. производила пољска фирма Констал. Трамвај је одвојен од типа Констал 112Н због тога што има три дела.
Године 1998. произведен је прототип (тип 116Н), а каснија производња се одвијала у три серије (тип 116Н: 1998, тип 116На/1: 1998. до 2000). Рађени су једино за Варшаву. 29 трамваја овога типа је још у употреби.

## Конструкција
Констал 116Н је једносмерни, зглобни, осмоосовински моторни трамвај који је делом нископодан (61% пода). Каросерија трамваја је направљена од метала и обложена лимом. Под је висок 890 мм изнад колосека, док у нископодном делу висина пода је 340 мм. Под је израђен од водоотпорног материјала и покривен гуменом протуклизном подлогом. Трамваји тог типа не могу возити на колосеку мањем од 1435 мм. Трамваји 116Н су опремљени тиристорима ГТО.

## Набавке трамваја
Од 1998. до 2000. године је било произведено 29 трамваја.
| Држава | Град    | Тип     | Године продаје | Продато возила | Гаражни бројеви | Извор |
| ------ | ------- | ------- | -------------- | -------------- | --------------- | ----- |
| Пољска | Варшава | 116Н    | 1998.          | 1              | 3002            | [ 1 ] |
| Пољска | Варшава | 116На   | 1998.          | 2              | 3003–3004       | [ 2 ] |
| Пољска | Варшава | 116На/1 | 1998—2000.     | 26             | 3005–3030       | [ 3 ] |

## Галерија
- Трамвај 116На/1
- Трамвај 116На
- Трамвај 116На/1, линија бр. 28